# メーテルレジェンド
『メーテルレジェンド 交響詩 宿命』（メーテルレジェンド こうきょうし しゅくめい）は松本零士原作のOVA作品（DVD）。2000年12月発売の第一楽章、2001年3月発売の第二楽章の全2巻。

## ストーリー
地球から惑星ラーメタルへ帰還した1000年女王ことラー・アンドロメダ・プロメシュームは、帰還後にラーメタルの女王に即位した。ラーメタルは太陽を巡る1000年周期の軌道から離れ、暗黒太陽ラーの超重力により、アンドロメダ大星雲へと導かれてゆく。太陽系からは遠く離れ、ラーメタルの地表は凍てつき、民衆は飢餓にあえいでいた。そんな中、機械化人の科学者・ハードギアは惑星および住民の機械化を具申。プロメシュームは飢餓で苦しむ民衆を救うには機械化人になる以外に道はないと考え、自ら機械化人となる道を選ぶ。機械化人となった彼女はラーメタルの民衆に手術を義務づけ機械化政策を推し進めるが、その裏には人間を機械化してこの星を自分の支配下に置こうとするハードギアの企みがあった。それに気付いたプロメシュームの2人の娘・メーテルとエメラルダスは、機械化人と戦うことを決意する。

## 作品解説
原作者の松本はメーテルに強い思い入れがあり、本作は999とメーテルを主軸とする物語である。松本は本作より後の話となる『宇宙交響詩メーテル 銀河鉄道999外伝』と共に、『新竹取物語 1000年女王』と『銀河鉄道999』のミッシングリンクを埋めるための作品と位置づけている。
なお、本作でメーテルの母として登場するプロメシューム（地球名：雪野弥生）は『1000年女王』TV版では死亡しており、映画版は作中のキャラクターから「死んだ」と語られてはいるものの、物語ラストのエンディングにおいて「実は生きていた」ともとれる描写となっているため、生死が判然としていない。生存が確認されている漫画版の最後のコマでのみ「2001年春に地球を去った」と語られていることと、松本の筆により本作の導入部を描いたwebコミックにおいて、プロメシュームが2001年に地球を去ったと語る場面があったことから、本作は漫画版の続きとみられる。1982年の『1000年女王』TV版終了から18年ぶりに潘恵子がプロメシュームを演じた。

## キャスト
- 雪乃五月 - メーテル（本編中）
- 池田昌子 - メーテル （モノローグ・ナレーション）
- 榎本温子 - エメラルダス
- 松山鷹志 - ハードギア
- 岸祐二 - ブラント（第一楽章のみ登場）
- 秋元羊介 - ダガー
- 小和田貢平 - ジャム（第一楽章のみ登場）、機械伯爵（第二楽章のみ登場）
- 進藤尚美 - キャスト（第一楽章のみ登場）、母親[2]（第二楽章のみ登場）
- 武本和広 - 地球人男
- 前川優子 - 母親[3]（第一楽章のみ登場）、妹（第二楽章のみ登場）
- ふじたれいこ - 子供（第一楽章のみ登場）
- 並木のり子 - 兄（第二楽章のみ登場）
- 岸直美 - コンピュータ（第二楽章のみ登場）
- 永野善一 - 機械兵
- 潘恵子 - ラー・アンドロメダ・プロメシューム

## スタッフ
- 原作・総設定・監修 - 松本零士
- 監督・絵コンテ - 横田和善
- 脚本 - 神尾麦
- スーパーバイザー - ドクターシリアル・西岡
- キャラクターデザイン・作画監督 - 嶋津郁雄
- メカデザイン - 板橋克己
- 美術監督 - 阿部泰三郎

- 撮影監督 - 遠藤泰久
- 音楽監督 - 天野正道
- 音響監督 - 早瀬博雪
- プロデューサー - 今井朝幸、八木仁、鈴木祐治、松土隆二
- アニメーション制作 - ベガエンタテイメント
- 製作協力 - 円谷映像
- 企画製作 - 円谷クリエイティブ、avex mode、アートコレクションハウス

## テーマ曲
いずれもエンディングテーマ曲。
「メインテーマ」（1巻）
作曲・編曲 - 天野正道
「Eternally」（2巻）
演奏・作曲・編曲 - 川井郁子

## 商品展開
映像ソフト
- 【DVD】「メーテルレジェンド　交響詩　宿命～第一楽章～」2000年12月6日発売
- 【DVD】「メーテルレジェンド　交響詩　宿命～第二楽章～／V.A.」2001年3月7日発売
- 【DVD】「メーテルレジェンド」スペシャルDVD-BOX（2枚組　「第一楽章」「第二楽章」）2002年3月27日発売

- 【DVD】「メーテルレジェンド　交響詩　宿命」（2枚組　「第一楽章」「第二楽章」）2005年2月9日発売

本作のビデオ、DVD以外では以下の商品が発売された。
スペースヘキサイト 〜メーテル･レジェンドEX〜
ゲームボーイアドバンス用の思考型パズルゲームとして、2001年4月27日にジョルダンより発売。
松本零士ロマンコレクション vol.1 メーテルレジェンド
コナミより、2002年1月28日にメーテルやエメラルダスなどのフィギュア付きキャンディトイとして発売。全8種。

## 註
1. ↑  弥生の葬儀が行われる物語ラストの、彼女が眠る棺状カプセルの半透明フードを開いてその顔を見た地球人の少年・雨森始は、涙を流しながら彼女に手向けの言葉を送っている点から当場面での演出は弥生は死んでいる方向で描かれており、映画版の脚本を担当した藤川桂介の小説版では死んだことになっている。一方、原作者の松本は秋田書店『マイアニメ』1982年5月号で「催眠術にかかっていて目を閉じていた」というニュアンスの見解を示しており、製作者の間でも見解が分かれている。
なお『1000年女王』の作品世界では“ラーメタル人は死ぬと心の美醜が顔に出て、心が綺麗な者はそのままの姿で死ねるが、醜い者は極度に老化した姿で死ぬ”とされている。
2. ↑  第一楽章に登場する「母親」とは別人。
3. ↑  第二楽章に登場する「母親」とは別人。